# Divine Decay
Divine Decay ist eine finnische Thrash-Metal-Band aus Helsinki, die im Jahr 1999 gegründet wurde.

## Geschichte
Die Band wurde im Jahr 1999 von den Gitarrist Alec Hirst-Gee (Schlagzeuger bei Suburban Tribe und The Scourger) und Paul (Bassist bei Hybrid Children) gegründet. Kurze Zeit später kam Schlagzeuger Juhana „Pätkä“ Rantala, Ex-Mitglied von HIM, zur Band, dem kurz darauf Bassist Toni Grönroos (Am I Blood) folgte. Da die Suche nach einem Sänger ergebnislos blieb, übernahm Hirst-Gee zusätzlich auch den Gesangsposten. Zusammen nahmen sie mit Janne Joutsenniemi (Stone, Suburban Tribe) erstes Demo auf, das fünf Lieder umfasste und den Namen The Batcave Sessions trug. Dadurch erreichte die Gruppe verstärkt Aufmerksamkeit, wodurch sie als Vorgruppe für Bands wie Children of Bodom, Sentenced und Stone auftrat. 
Danach entwickelte die Band neue Lieder und begab sich mit Janne Joutsenniemi in die MD Studios und nach Helsinki in die Crazy Crane Studios im Juni 2000. Abgemischt wurde das Album von Mikko Karmila. Im Sommer spielte die Band auf dem Tuska Open Air Metal Festival und dem Ilosaari Rock mit Bands wie My Dying Bride. Im August wurden die Aufnahmen beendet. Die Gruppe erreichte einen Vertrag bei Osmose Productions, sodass Songs of the Damned im Frühling 2001 veröffentlicht wurde. Zudem wurde für das Lied Divine Decay ein Musikvideo erstellt. Es folgten Interviews im Rock Hard, Metal Hammer und dem finnischen Soundi. Zudem spielte die Bands Auftritte in Finnland, so auch als Vorband für The Haunted. Anfang 2002 begannen die Arbeiten zum zweiten Album. Die Aufnahmen begannen in den MD Studios und wurden in den Crazy Cran Studios fortgesetzt. Produziert wurde das Album von Janne Joutsenniemi, abgemischt von Mikko Karmila. Das Album wurde in den Tarzan Studios von Smoju gemastert. Als dritter Gitarrist kam Timo Nyberg (ex-Gandalf) zur Band. Nachdem das Album im Jahr 2003 veröffentlicht wurde, widmeten sich die Mitglieder anderen Projekten, sodass die Band eine Pause einlegte, welche bis heute anhält.

## Stil
Die Band spielt klassischen Thrash Metal, wobei die Musik als eine Mischung aus den Werken von Bands wie Testament und Xentrix beschrieben wird.

## Diskografie
- Batcave Sessions (Demo, 1999, Eigenveröffentlichung)
- Songs of the Damned (Album, 2001, Osmose Productions)
- Maximize the Misery (Album, 2003, Osmose Productions)